# Nat Perrilliat
Nathaniel „Nat“ Perrilliat (* 29. November 1936 in New Orleans; † 26. Januar 1971 in Sacramento, Kalifornien) war ein US-amerikanischer Tenorsaxophonist im Bereich des Modern Jazz und Rhythm & Blues.

## Leben und Wirken
Perrilliat spielte Anfang der 1950er Jahre in der Holzbläser-Sektion der Orchester von Professor Longhair, Smiley Lewis und Shirley & Lee, bevor er begann, Modern Jazz in Clubs von New Orleans zu spielen, u. a. mit Ellis Marsalis, Alvin Batiste, James Black und im von Ed Blackwell 1955 gegründeten Original American Jazz Quintet (Boogie Live. . . 1958, AFO 1958), wo er der Nachfolger von Harold Battiste war. Obgleich er als Studiomusiker für Allen Toussaint und Harold Battiste arbeitete, musste er sich und seine Familie mit Taxifahren ernähren. Ab 1965 gehörte er zur Band von Fats Domino, mit dem er auch auf eine England-Tournee ging. Er starb im Alter von 35 Jahren an einem Gehirntumor.
Perrilliats vibratoreiches Saxophonspiel war von David Fathead Newman, Eddie Harris und King Curtis beeinflusst.

## Diskographische Hinweise
- Barbara George: I Know (You Don't Love Me No More) (A.F.O., 1961)
- Nat Adderley: In the Bag (Jazzland, 1962)
- Ellis Marsalis: Monkey Puzzle (1963)
- Professor Longhair – Fess: The Professor Longhair Anthology (Rhino, ed. 1993)